# Saint-Vivien-de-Blaye
Saint-Vivien-de-Blaye es una comuna francesa, situada en el departamento de la Gironda y la región de Aquitania. Se encuentra en el Blayais. Produce vino clasificado dentro de la AOC Blaye.

## Demografía
| 216 | 268 | 220 | 307 | 306 | 321 |
| Para los censos de 1962 a 1999 la población legal corresponde a la población sin duplicidades (Fuente: INSEE [Consultar]) |     |     |     |     |     |